# Cova do Vapor

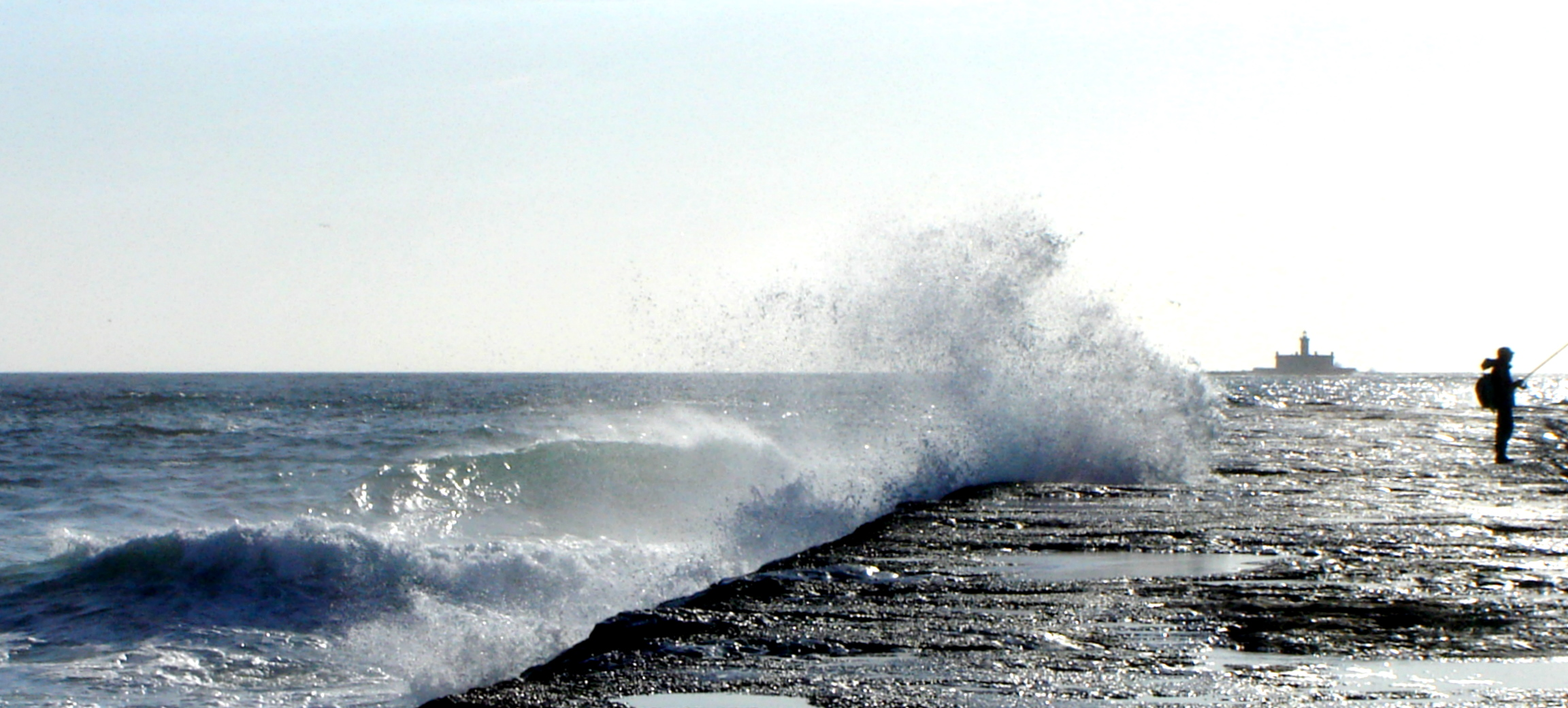
Mar bravio no pontão da Cova do Vapor num dia primaveril (com o Forte de São Lourenço e Farol do Bugio ao fundo).

A Cova do Vapor é um povoado e estância balnear da antiga freguesia da Trafaria, Município de Almada, Distrito de Setúbal. É neste local que se dá a junção entre o Rio Tejo e o Oceano Atlântico, para oeste fica o Oceano, para leste o Rio Tejo.

## Características
Foi aldeia de pescadores, hoje em dia é aldeia balnear, piscatória e suburbana. Em cinquenta anos foi empurrada mais de meia dúzia de vezes pelo mar para dentro da Mata de S. João; os seus habitantes andaram com a casa às costas, em cima de juntas de bois.
Desde os finais da década de 40, registaram-se importantes recuos da linha de costa entre a Cova do Vapor e a Costa da Caparica (somente entre 1947–1951 desapareceram 500m).
"Cuidada e delicada, feita de afectos que não marcam os bairros degradados das periferias, a Cova do Vapor está longe de ser um bairro de lata ou uma aldeia igual às outras. É uma povoação singular, é um lugar onde tudo é diferente, sem escola, centro de saúde ou vestígio de serviço público, um lugar contraditório, uma relíquia de excepção.
São construções mais ou menos precárias, encavalitadas umas nas outras, expoentes de engenho e desenrascanço, às vezes sem se perceber onde é que começam umas e acabam as outras.
São casas e casinhas, com apenas duas ruas de terra batida, onde estão as poucas lojas da terra, capazes de deixar passar carros; mas o labirinto dos caminhos serpenteia por todo a parte, com largura apenas para os assadores, para os canteiros da salsa e dos coentros, para um tanque de roupa ou um duche apertado. Às vezes ainda há espaço para umas couves, umas flores, umas árvores de fruto, armários, estendais, e inventivas garagens e anexos de casas."
"Depois do 25 de Abril houve aqui um certo desordenamento, mas também o houve em todo o país e ainda bem", explica Guilherme Pais, admitindo a existência de "abusos" nesse período inesquecível. "Em certa altura até já estavam a construir uma pensão na mata. Teve de cá vir o Copcon (força militar dirigida por Otelo Saraiva de Carvalho no Verão de 1975) deitar tudo abaixo."
"O meu sogro era dono do Bar Atlântico e teve de mudar a casa sete vezes", lembra um dos residentes. "Quando o mar começou a comer isto, aqui há uns cinquenta anos, as barracas de madeira que estavam a um quilómetro do Bugio tiveram de ser arrastadas por juntas de bois. O Manel da Fruta é que mudava as casas. Umas desmontavam-se, outras vinham inteiras", lembra Hernâni Pereira, o presidente da Associação de Moradores.
Nesta localidade existem várias habitações que serão derrubadas por serem ilegais, mantendo-se apenas as casas dos pescadores.

## Praia
Fortes ventos permitem a prática de kite surfing. Durante a maré-baixa fica a descoberto um banco de areia onde se apanham conquilhas (também conhecidas por "cadelinhas").

## Recenseamento
Em 2002 o jornalista José António Cerejo recenseou os seguintes números:
- Casas: cerca de 350, das quais umas 90 habitadas em permanência;
- Habitantes permanentes: cerca de 200;
- Sócios da Associação de Moradores: por volta de 400.
- A Cova do Vapor nos anos 30/40/50 do século XX, ainda hoje é uma terra de veraneio/lazer e pescadores. Até aos anos 60 do século passado, os "cacilheiros" faziam carreira desde o "Terreiro do Paço", passando pela Trafaria, até à Cova do Vapor. Há documentos e fotos que provam tal. Nessa altura a Costa de Caparica não existia como é hoje!